# Piotr Kowalski

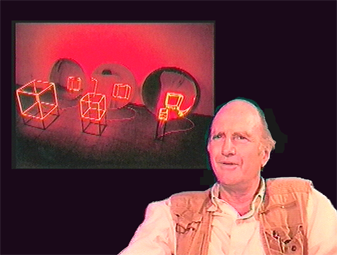
Kowalski em 1995

Piotr Kowalski (Polônia, 2 de março de 1927 - Paris, 7 de janeiro 2004), foi um artista, escultor e arquiteto polonês.
Trabalhou com materiais não tradicionais como restos de equipamentos eletrônicos e mecânicos, neon, explosões e outros fenômenos naturais incluindo a gravidade. Refugiou-se na Segunda guerra mundial em Paris, onde permaneceu até os dias de sua morte
| “ | Realizar o próprio trabalho, é uma questão de vibração pessoal | ” |

## Trabalhos em exterior
- Now 33° 46' 52.24 N 118° 06' 46.07" W
- L'axe de la Terre 48° 50' 25.21" N 2° 35' 04.17" E
- l'Arche St Quentin en Yvelines 48° 47' 23.55" N 2° 02' 08.92" E
- Place Des Degres 48° 53' 22.93 N 2° 14' 08.40" E
- Le Grand Escalier 48° 53' 29" N 2° 14' 11" E